# Самакова, Айткуль Байгазиевна
Айткуль Байгазиевна Самакова (каз. Айткүл Байғазықызы Самақова; 2.02.1949, Алма-Ата, Казахская ССР, СССР) — депутат Мажилиса Парламента Республики Казахстан, министр охраны окружающей среды Республики Казахстан (2002—2006), кандидат политехнических наук.

## Биография
Родилась 2 февраля 1949 года в городе Алма-Ате.
В 1967 году окончила политехнический техникум.
Трудовую деятельность начала в 1967 году на Алма-Атинском плодоовощном комбинате сменным химиком, затем в период до 1980 года сделала карьеру: химик, инженер, старший экономист, заместитель начальника отдела, председатель профкома, секретарь парткома.
В 1971 году заочно окончила Джамбулский технологический институт легкой и пищевой промышленности.
С 1980 по 1983 годы — секретарь Фрунзенского районного комитета Компартии Казахстана г. Алма-Аты, заведующий отделом Алма-Атинского городского комитета Компартии Казахстана.
В 1986 году окончила Высшую партийную школу ЦК КПСС.
С 1986 по 1990 годы — заместитель заведующего отделом торговли и бытового обслуживания населения ЦК Компартии Казахстана, консультант ЦК Компартии Казахстана.
С 1991 по 1994 годы — 1-й заместитель министра торговли Республики Казахстан.
С 1994 по 1996 годы — заместитель министра промышленности и торговли Республики Казахстан.
С апреля 1996 по октябрь 1996 года — заведующий отделом гражданства Администрации Президента Республики Казахстан.
С 1996 по 1998 годы — депутат Сената Парламента Республики Казахстан.
С 1998 по 1999 годы — заместитель председателя Сената Парламента Республики Казахстан.
С 1999 по 2002 годы — министр-председатель Национальной Комиссии по делам семьи и женщин при Президенте Республики Казахстан.
С 2002 по 2006 годы — министр охраны окружающей среды Республики Казахстан — председатель Национальной Комиссии по делам семьи и женщин при Президенте Республики Казахстан.
С 2006 по 2007 годы — советник Президента Республики Казахстан — председатель Национальной комиссии по делам семьи и гендерной политике при Президенте.
С августа 2007 года — депутат Мажилиса Парламента Казахстана.

## Научные звания
- Кандидат технических наук
- Академик Международной академии наук экологии, безопасности человека и природы
- Иностранный член академии Российской академии естественных наук
- Почётный профессор ЗКАТУ им. Жангир-Хана.

## Награды
- Орден «Парасат» (2007)
- Орден «Курмет» (2001)[1]
- Медаль «МПА СНГ. 25 лет» (27 марта 2017 года, Межпарламентская ассамблея СНГ) — за заслуги в деле развития и укрепления парламентаризма, за вклад в развитие и совершенствование правовых основ функционирования Содружества Независимых Государств, укрепление международных связей и межпарламентского сотрудничества[2]